# Rhenea biliturata
Rhenea biliturata är en fjärilsart som beskrevs av Karsch 1895. Rhenea biliturata ingår i släktet Rhenea och familjen tandspinnare. Inga underarter finns listade.